# Bengt Scherstén
Bengt Scherstén, född den 17 juni 1929 i Lidköping, död 31 mars 2009 i Lund, var en svensk läkare. Han var brorsons son till Otto Edvard Scherstén och bror till Tore Scherstén.
Scherstén blev medicine licentiat 1956, medicine doktor och docent i praktisk medicin 1970 samt professor i allmänmedicin vid Lunds universitet 1981. Han tjänstgjorde vid Karlskrona lasarett 1956-1957, vid Kristianstads lasarett 1957-1963 och vid Lund lasarett 1963-1982. Scherstén var distriktsöverläkare vid vårdcentralen i Dalby 1982-1986 och därefter biträdande chefläkare i Lund. Han gick i pension 1995. Scherstén författade skrifter inom invärtes medicin, klinisk kemi, allmänmedicin och samhällsmedicin.